# صالح سليمان حمد العرفج
صالح سلمان اسمه الحقيقي هو: صالح سليمان حمد بن ناصر بن حمد العرفج' (1929-20 آذار/مارس 2010 م)
هو صحفي وشاعر وقاص وروائي عراقي من الروّاد العراقيين ،من جيل عبد الوهاب البياتي
وغائب طعمة فرمان وعبد الرحمن مجيد الربيعي ومحمود سعيد (روائي) .
ولد في سوق الشيوخ بمحافظة الناصرية جنوب العراق ،
ونشأ فيها ، انتقل من سوق الشيوخ إلى بغداد واستقر هناك ،وبدأ العمل في الصحافة بالإضافة إلى ممارسة الكتابة والنقد المسرحي . ينتمي صالح سلمان أو صالح سليمان حمد إلى أسرة العرفج في مدينة بريدة
التي انتقل بعض أفرادها من رجال العقيلات مثل الشيخ علي بن عبدالرحمن العرفج والحاج علي بن ناصر العرفج ، إلى العراق والكويت ودير الزور في سوريا وكذلك فلسطين ومصر ، والده هو الحاج سليمان بن حمد العرفج من رجالات العقيلات البارزين الذين غادروا مدينة بريدة وأخوه الشاعر العراقي حمد العرفج وكذلك الخطاط العراقي عبدالكريم العرفج ، ويلتقي مع الروائي والشاعر والباحث في الموروث الشعبي والكاتب الصحافي السعودي المعروف محمد عزيز العرفج في الجدّ الثالث .

## أحداث في حياته
•	تتلخّص مراحل أحداث حياة صالح سلمان كالأتي :
1-	بعد انقلاب 1963م غادر العراق ناجياً من الموت بإعجوبة بعد أن أعدم كثير من رفاقه حين أصدر البعثيون بيان رقم 13 الذي دعا إلى اغتيال وقتل واعتقال كل من يشتبه به بأنه من القوة الوطنية التقدمية ، وحينها تم تصفية الآلاف من التقدميين و اليساريين والوطنيين من أبناء العراق .
2- توجّه بعد مغادرته إلى السعودية ، ثم ما لبث أن تمكن من دخول الكويت حيث مكث عدة أشهر فيها ، ليسافر بعدها إلى بيروت ويعمل في الصحافة هناك لمدة عام حيث تسلّم رئاسة تحرير صحيفة تعود ملكيتها للأمير السعودي طلال بن عبد العزيز آل سعود الذي كانت تربطه به علاقة وطيدة من الصداقة ، ثم عاد إلى الكويت مرة أخرى ليعمل في مجلة اليقظة مديراً للتحرير ، ونشر فيها روايته المسلسلة (الدرب الآخر بلا جدران) .

## حياته الصحفية والإعلامية
بدأ العمل في الصحافة حين انتقل إلى بغداد من سوق الشيوخ بالإضافة إلى ممارسة الكتابة والنقد المسرحي ، فقد عمل وكتب في عدد من الصحف السياسية و الأدبية مثل جريدة التآخي و جريدة صوت الأحرار وجريدة البلاد وكذلك مجلة التضامن ومجلة السينما والمسرح ، وقد شغل منصب سكرتيراً ومديراً للتحرير في أغلب الصحف التي عمل فيها ، كما عمل مراسلاً لصالح جريدة الجزيرة السعودية وقدّم الكثير من السبق الصحفي نظراً لإجادته لعدد من اللغات أهمها الروسية والبلغارية والإنجليزية ، ولعل أهم سبق صحفي قدّمه هو انسحاب القوّات الإيرانية من العراق .
كما قام بإعداد وتقديم برنامجاً سياسياً أسبوعياً على التلفزيون العراقي لعدة سنوات وتوقف نشاطه التلفزيوني والصحفي بعد غزو العراق للكويت احتجاجاً على الغزو.

## حياته الأدبية
بدأ صالح سلمان حياته الأدبية شاعراً ، لكنه تحوّل لكتابة القصة القصيرة والرواية فأصدر عام 1953م مجموعته القصصية (السجن الكبير) ، حيث طبعت بشكل سرّي ، وبعد اندلاع ثورة 14 تموز 1958م أعيد طبع المجموعة ، لكن بعد انقلاب 8 شباط 1963م أصدرت الحكومة أمر بمنع تداول (السجن الكبير) ، كتب روايته المسلسلة (الدرب الآخر بلا جدران) في الكويت ، وبعد ذلك أصدر روايته (وطن آخر .. موت آخر) في السبعينيات .
•	وتتلخّص مراحل حياة صالح سليمان حمد الأدبية كالأتي :
1 – مرحلة الشعر : حيث تأثر بالشاعر الروسي ألكسندر بوشكين ، وبشعراء عالميين و عرب ، ولديه صداقات مع كثيرٍ منهم ، فقد كان يجاور صديقه الشاعر محمد مهدي الجواهري في السكن ، وكان صديقاً للشاعر عبد الوهاب البياتي والشاعر سعدي يوسف .
2 – مرحلة القصة: حيث ألف مجموعته القصصية (السجن الكبير) في مقتبل حياته ، وبالتحديد في سنه الرابعة والعشرين ، حيث طبعت بشكل سرّي ، وبعد اندلاع ثورة 14 تموز 1958م أعيد طبع المجموعة ، لكن بعد انقلاب 8 شباط 1963م أصدرت الحكومة أمر بمنع تداول (السجن الكبير) ، وقد عدّ من روّاد القصة العراقية ، حيث أن أغلب مقالاته تعتمد على هذا الفن .
3 – مرحلة الرواية: توجّه بعد مغادرته العراق إلى السعودية ، ثم ما لبث أن تمكن من دخول الكويت حيث مكث عدة أشهر فيها وكتب روايته المسلسلة (الدرب الآخر بلا جدران) في مجلة اليقظة التي كان من مؤسسيها ، وبعد أن غادرها إلى بيروت ليعمل في الصحافة هناك لمدة عام ، عاد إلى العراق قرابة عام 1968م ، وطبع هناك روايته (وطن آخر.. موت آخر) في وقت ما خلال السبعينات العراق ، وكانت لديه صداقات مع أبرز الروائيين العراقيين مثل الروائي موفق خضر وأيضاً الروائي الرائد عبد الرحمن مجيد الربيعي .

## صالح سلمان عربياً
حظيت كتابات صالح سلمان باهتمامٍ وتقديرٍ عاليين من لدن النقاد والكتاب العرب .. فقد تناول اتحاد الكتاب العرب مجموعته القصصية (السجن الكبير) وتناولها وتدارسها من قبل عدد من النقّاد في كتاب (تاريخ القصة العراقية) المجلد الضخم الذي يعدّ من أهم إصدارات اتحاد الكتاب العرب ، وقد تحدث المجلّد عن قصص صالح سلمان مع قصص غائب طعمة فرمان ، حيث عدّوهما متأثرين بمدرسة الأدب الاشتراكي التي أسسها الأديب الروسي مكسيم غوركي ، كما ذكر الكتاب أن صالح سلمان حينما نشر مجموعته القصصية (السجن الكبير) نشرها باسم (صلاح سلمان) وبعد ذلك باسم (صالح سلمان) ، ولكن اسمه الحقيقي هو صالح سليمان ، ولعلّه موّه الاسمين الذين وضعهما على الطبعة الأولى والثانية من مجموعته القصصية ، وقد ظن الكثيرون أن الاسم الذي وضعه على الطبعة الثانية هو اسمه الأصلي ، ومنهم أصدقائه ، ولعل هذا سرّ من أسرار حياته الغامضة ، حتى لأقرب الأصدقاء له .
وقد عمل صالح سلمان مراسلاً لصالح جريدة الجزيرةالسعودية ، كما ساهم في تأسيس مجلة اليقظة الكويتية التي عمل مديراً للتحرير فيها ، وأيضاً رئيس تحرير مطبوعة في بيروت تعود ملكيتها للأمير السعودي طلال بن عبد العزيز آل سعود .

## تكريم صالح سلمان
• كرّم صالح سلمان في وطنه العراق عدة مرّات ، كانت أبرزها مايلي:
1-	تم تكريمه شخصياً من قبل وزير الثقافة مفيد الجزائري في حكومة إياد علاوي السابقة .
2-	كرّم في 3/5/2006م من قبل كلية الإعلام في جامعة بغداد مع جريدة الزمان الدولية اليومية في حفل كبير تحت شعار (حرّية الصحافة مسؤولية وطنية ومهنية) بمناسبة اليوم العالمي لحرّية الإعلام ضمن 17 صحفيا من الشهداء والرواد ممن بذلوا حياتهم من اجل العراق وعرفوا بشجاعة الموقف و موضوعية المعالجة وأسهموا في إرساء قواعد الصحافة.

## مؤلفاته
•	السجن الكبير- قصص- بغداد – الطبعة الأولى (1953م) ، الطبعة الثانية – دار الأهالي- (1958م) .
•	الدرب الآخر بلا جدران- رواية- الكويت - 1963م
•	وطن آخر .. موت آخر - رواية- بيروت – دار الفكر
توفي مع غروب يوم السبت 4 ربيع الآخر 1431هـ الموافق 20 مارس 2010م الروائي والصحفي العراقي صالح سليمان حمد العرفج المعروف بـ صالح سلمان عن عمر 81 عاماً بعد حياة حافلة بالعطاء .
المدى:
المدى:
المدى:
جريدة الزمان:
وكالة أنباء عرار بوابة الثقافة العربية: